# Voiscreville
Voiscreville is een gemeente in het Franse departement Eure (regio Normandië) en telt 117 inwoners (2009). De plaats maakt deel uit van het arrondissement Bernay.

## Geografie
De oppervlakte van Voiscreville bedraagt 1,7 km², de bevolkingsdichtheid is dus 68,8 inwoners per km².
De onderstaande kaart toont de ligging van Voiscreville met de belangrijkste infrastructuur en aangrenzende gemeenten.

## Demografie
Onderstaande figuur toont het verloop van het inwonertal (bron: INSEE-tellingen).